# Norra Färjsundet
Norra Färjsundet är en liten by i Hedesunda socken, Gävle kommun. Den kom till för färjkarlarna längs den urgamla leden över Ön från Östervåla och Västerås mot Valbo socken och Hälsingland. Första kända färjkarl hette Per Persson och började år 1713. Han var född 1663. 
Vid Norra Sundet fanns järnbodar som ägdes av Gysinge och Söderfors Bruk. Produkterna fraktades hit från dessa bruk på pråmar för att sedan köras med häst härifrån till Gävle Hamn. När järnvägslinjerna Uppsala-Gävle järnväg (vid Tierp) och Sala-Gysinge-Gävle järnväg (vid Gysinge) kom igång upphörde hästfororna till Gävle. 
År 1954 byggdes en bro över Norra Färjsundet och färjan drogs då in. Se även Södra Färjsundet.